# NK.pl
NK.pl (avant 2010 : Nasza Klasa) est un site web polonais de réseautage social qui permet aux participants de retrouver les anciens camarades qui ont partagé leur scolarité, de partager des photos ainsi que de participer à divers forums. Le concept est comparable aux sites français Copains d'avant ou Trombi.com.
Le site a été fondé en novembre 2006 par Maciej Popowicz (pl), étudiant en informatique à l'université de Wrocław alors âgé de 24 ans. Il a été aidé dans la réalisation du site par d'autres étudiants de la faculté. Le succès est fulgurant en Pologne et le site compte un an après 700 000 membres pour atteindre 11 millions fin 2008 et 25 millions en avril 2009.
Le site figure parmi les plus grandes progressions de recherche de 2008 sur le moteur Google.
Après 2010, le site perd rapidement des places au profit notamment de Facebook.
En juillet 2019, il est au 238e rang en Pologne selon le classement établi par Alexa.
Le 26 mai 2021, la fermeture du service a été annoncée, le même jour, la possibilité de créer de nouveaux comptes a été supprimée. Le 27 juillet 2021 à 23h59, le service nk.pl a été fermé.